# Drosseluferläufer

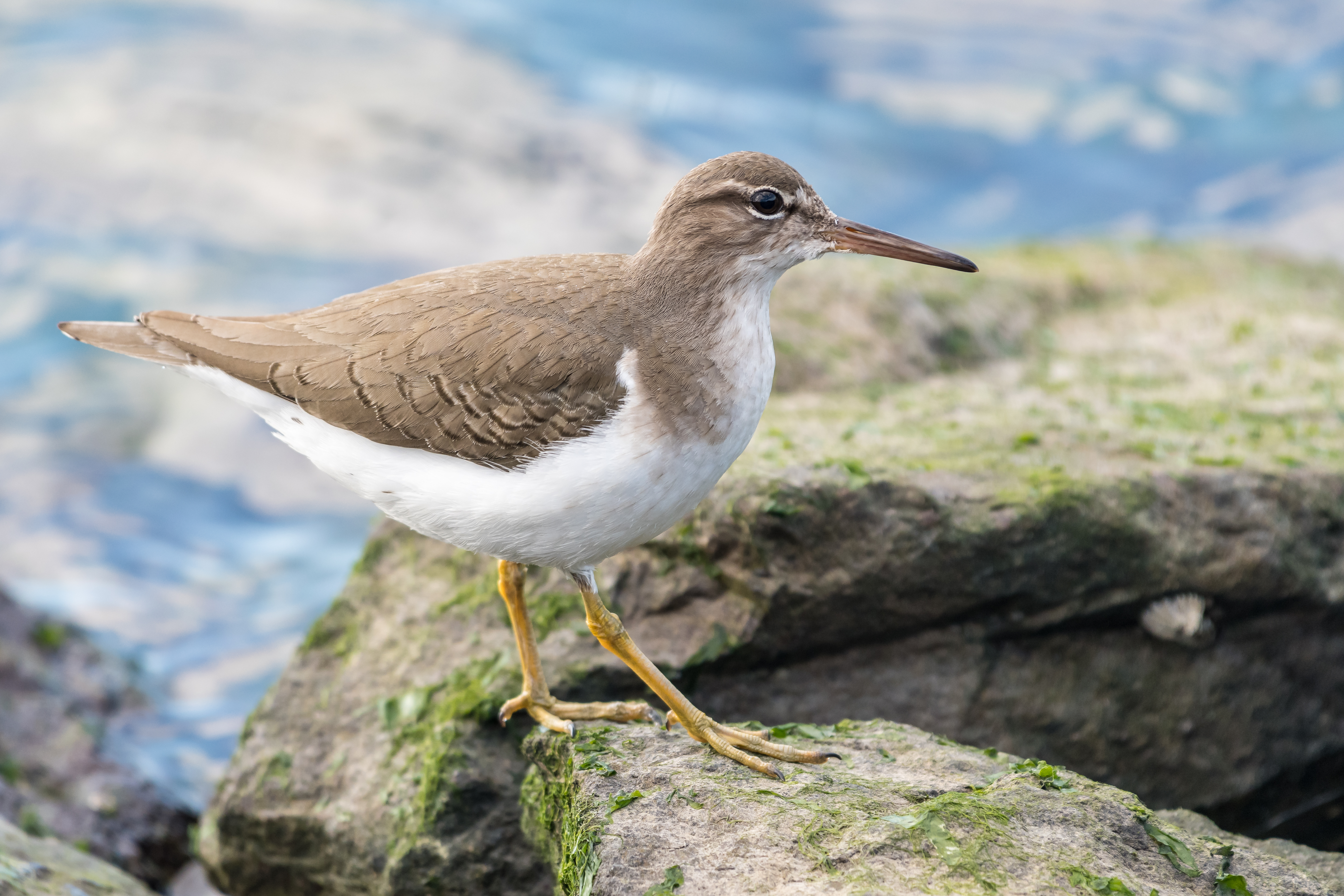
Drosseluferläufer im Schlichtkleid

Der Drosseluferläufer (Actitis macularius) ist eine monotypische Art aus der Familie der Schnepfenvögel. Er ist das nearktische Äquivalent des sehr ähnlichen Flussuferläufers. Die Bestandssituation des Drosseluferläufers wurde 2016 in der Roten Liste gefährdeter Arten der IUCN als „Least Concern (LC)“ = „nicht gefährdet“ eingestuft.

## Erscheinungsbild
Der Drosseluferläufer erreicht eine Körperlänge von 18 bis 20 Zentimetern. Die Flügelspannweite beträgt 37 bis 40 Zentimeter. Das Gewicht variiert zwischen 25 und 60 Gramm.
Im Prachtkleid sind der Kopf, der Nacken und der Hinterhals der adulten Vögel grünlich braun. Der weiße Überaugenstreif ist sehr dünn, darunter befindet sich ein dunklerer Streif, der von der Schnabelbasis über die Augen bis zu den Ohrflecken läuft. Die Kehle, der Vorderhals und die Körperunterseite sind weiß mit auffälligen großen braunen Flecken. Die Unterschwanzdecken sind weiß. Im Schlichtkleid ist der Schnabel dunkelbraun. Die Körperunterseite weist dann keine Flecken auf, lediglich an den Brustseiten finden sich graubraune Flecken. Die Körperoberseite ist einheitlich braun. Die Jungvögel ähneln den adulten Vögeln im Schlichtkleid.
Der Schnabel ist leuchtend orange mit einer schwarzen Spitze.

## Verbreitungsgebiet
Der Drosseluferläufer brütet von Alaska bis zur Südküste der Hudsonbay und von dort bis zur Küste Labradors. Sein bevorzugter Lebensraum sind die Ufer von Flüssen und Seen sowie die Küstenzone. Er ist ein obligatorischer Zugvogel, der im Winterhalbjahr an die Küste der südwestlichen Vereinigten Staaten, nach Zentralamerika, in die Karibik und nach Südamerika zieht.
Im Februar 2021 wurde ein Exemplar als Irrgast in Kitzeberg an der Kieler Förde entdeckt. Im November/Dezember 2024 hielt sich ein Tier bei Caputh an der Potsdamer Havel auf. Weitere Sichtungen gab es Ende Dezember 2024 und Anfang Januar 2025 in Süddeutschland nahe Riegel.

## Lebensweise

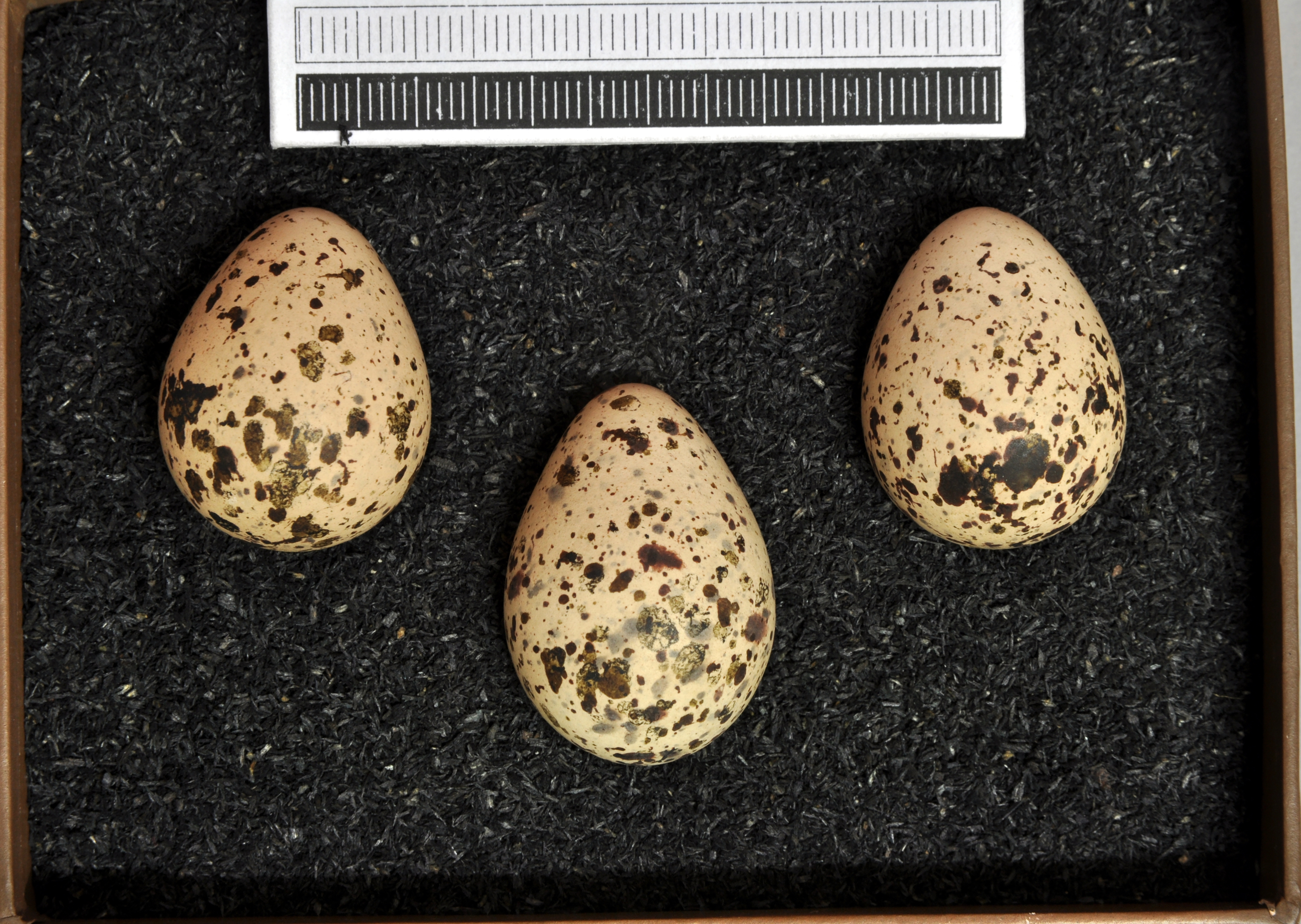
Gelege, Sammlung Museum Wiesbaden

Der Drosseluferläufer frisst überwiegend landlebende Wirbellose, die er vom Boden aufpickt. Wenn er Beute verfolgt, erinnert er in seiner Jagdweise an einen kleinen Reiher. Er nimmt eine leicht zusammengekauerte Körperhaltung ein und pickt dann plötzlich nach seiner Beute. An der Küste geht der Drosseluferläufer vor allem am Spülsaum des Meeres entlang und pickt dort nach Wirbellosen und anderer Nahrung, die von den Wellen ans Ufer geschwemmt werden. Überwinternde Vögel fressen auch Fische und Krebse.
Im Winterhalbjahr bilden Drosseluferläufer gelegentlich kleine Trupps. Sie brüten dagegen einzeln. Sie gehen eine monogame oder polyandrische Beziehungen ein, die nur eine Fortpflanzungssaison bestehen. Ungewöhnlich an dieser Art ist es, dass die Weibchen um die Männchen werben. Das Nest ist eine flache Nistmulde, die mit Pflanzenmaterial ausgelegt ist. Das Männchen errichtet normalerweise mehrere solcher Nistmulden, das Weibchen wählt dann die Mulde aus, in die sie die Eier ablegt. Die Gelege bestehen gewöhnlich aus drei bis fünf Eiern. Diese sind cremefarben und weisen rötlichbraune Flecken auf. In monogamen Beziehungen sind beide Elternvögel an der Brut beteiligt, in polyandrischen Beziehungen brütet dagegen allein das Männchen. Die Brutzeit beträgt 21 bis 22 Tage.

## Etymologie und Forschungsgeschichte
Die Erstbeschreibung des Drosseluferläufers erfolgte 1766 durch Carl von Linné unter dem wissenschaftlichen Namen Tringa macularia. Erst 1811 schlug ihn Johann Karl Wilhelm Illiger der neuen Gattung Actitis zu.
Das Wort »Actitis« stammt vom Wort »aktitēs, aktē  ακτιτες, ακτε« für »Küstenbewohner, Küste« ab. Das Artepitheton »macularius« ist lateinischen Ursprungs und leitet sich vom Wort »macula« für »Flecken« ab.

## Belege

### Einzelbelege
1. ↑  kn-online.de (Memento vom 16. Februar 2021 im Internet Archive).
2. ↑  Drosseluferläufer in Caputh gesichtet: Seltener Vogel am Caputher Gemünde und Schwielowsee unterwegs. In: maz-online.de. 30. November 2024, abgerufen am 6. Dezember 2024.
3. ↑  https://www.ornitho.de/index.php?m_id=54&mid=1182619
4. ↑  Sale, S. 216.
5. ↑  Carl von Linné, S. 249.
6. ↑  Johann Karl Wilhelm Illiger, S. 262.
7. ↑  James A. Jobling S. 31.
8. ↑  James A. Jobling S. 236.